# Davide Brivio
Davide Brivio (Milão, 17 de março de 1988) é um futebolista profissional italiano que jogou pelo Genoa CFC.

## Carreira
Armando Izzo começou a carreira no Fiorentina.